# Vanderbilt University
De Vanderbilt-universiteit (Engels: Vanderbilt University) is een privéuniversiteit in Nashville (Tennessee), (VS). De universiteit werd opgericht in 1873 door Cornelius Vanderbilt, een succesvol ondernemer, stamvader van de familie Vanderbilt, en een van de rijkste mensen in de wereld.
De universiteit heeft ook een afdeling theologie. In 1875 werd de Vanderbilt Divinity School opgericht als de Biblical Department. Deze stond toen onder auspiciën van de Methodist Episcopal Church South (MECS), een voorganger van de huidige United Methodist Church. In 1914 werden de banden van de universiteit met de MECS verbroken en werd de school interkerkelijk en oecumenisch. In 1966 fuseerde de Graduate School of Theology van het Oberlin College in Ohio met die van Vanderbilt.
De sportteams van de Vanderbilt-universiteit worden de Vanderbilt Commodores genoemd.

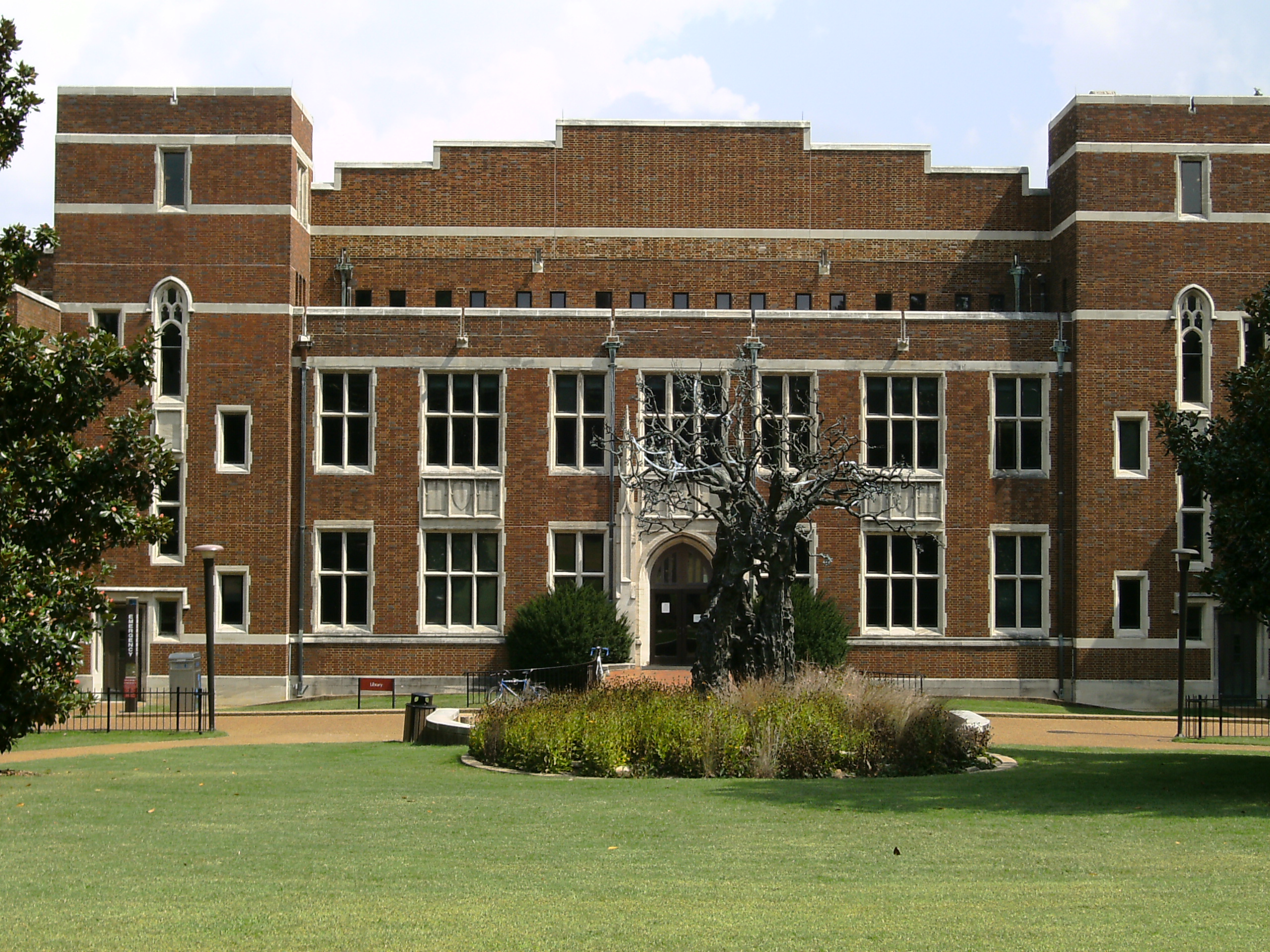
Centrale bibliotheek van de Vanderbilt University